# Petros Gazonis
Petros Gazonis (griechisch Πέτρος Γκαζώνης, * 30. Juni 1990) ist ein griechischer Bahn- und Straßenradrennfahrer.

## Werdegang
Petros Gazonis wurde 2007 griechischer Bahnrad-Meister in der Mannschaftsverfolgung der Juniorenklasse. Im nächsten Jahr konnte er den Titel in der Eliteklasse für sich entscheiden. Auf der Straße gewann er in der Juniorenklasse ein Rennen des Hellenic Road Cup und er wurde nationaler Vizemeister im Straßenrennen. Außerdem wurde er nationaler Meister im Teamzeitfahren. Seit 2009 fährt Gazonis für das griechische Team Worldofbike.Gr.

## Erfolge – Bahn
2007
- Griechischer Meister – Mannschaftsverfolgung (Junioren) mit Georgios Lafis und Dimitris Polydoropoulos

2008
- Griechischer Meister – Mannschaftsverfolgung mit Panagiotis Keloglou, Giorgos Petalas und Dimitris Polydoropoulos

## Erfolge – Straße
2008
- Griechischer Meister – Teamzeitfahren mit Panagiotis Keloglou, Ioannis Mariolas und Dimitris Polydoropoulos

## Teams
- 2009 Team Worldofbike.Gr
- 2010 Team Worldofbike.Gr
- 2011 Team Worldofbike.Gr
- 2012 Etcetera-Worldofbike
- 2013 Etcetera-Worldofbike